# Redhawks Support
Redhawks Support är ishockeyklubben Malmö Redhawks officiella supporterklubb. Supporterklubben bildades 1996, därav förkortningen RS 96 (Redhawks Support 96). Före 1996 fanns det en supporterklubb i Malmö Redhawks, men den var utdöd sedan länge. Under MIF:s sämsta år har supporterklubben 500 medlemmar. Ordföranden i Redhawks Support heter Robin Malmqvist.
Sedan 2009 finns det ytterligare en supporterförening till Malmö Redhawks, (MRS), en 100% fristående supporterförening utan anknytning till Malmö Redhawks eller RS96. MRS förenas av ett genuint hockeyintresse i allmänhet och Malmö Redhawks i synnerhet och består av människor som spelat, varit tränare, spelar eller varit hockeyföräldrar, men även de som bara har ett hockeyintresse.